# Szokolya
Szokolya (szlovákul: Sokoľa) község Pest vármegyében, a Szobi járásban.

## Földrajz
A Dél-Börzsönyben található.
Külterületi településrészei:
- Királyrét
- Magastax
- Paphegy
- Szarvastó
- Szokolya vasútállomás[4]

### Királyrét
A falutól 4 km-re északra, a Börzsöny nyúlványai alatt, a Török-patak (Morgó-patak) völgyében fekszik a kedvelt kiránduló központ, Királyrét.
Királyrét a középkorban a királyok kedvelt vadászhelye volt. Az itteni Vár-hegy tövében kis tó tükre csillog. Itt, e tó partján egykor Mátyás király nejének, Beatrix királynénak fürdőhelye volt.
Később, évszázadok múltán az itteni rétre építette fel kastélyát Sierstoff gróf is, melyben ma kastélyszálló található.
Királyrétet egykor Szokolya-huta néven nevezték, ugyanis az itteni Vasbánya-hegyen vasércbányászat folyt.

## Nevének eredete
Neve szláv eredetű, a szokol (sólyom) szóból származtatják. Az Árpád-korban feltételezhetően a király solymászai éltek itt.

## Története
Szokolya és környéke ősidők óta lakott hely volt, melyet a község határában található két földvár fennmaradt maradványai is bizonyítanak. Az egyik a Pap-hegy gerincén, a másik a Királyrét feletti Várhegyen található.
A hagyományok szerint az Árpád-korban már fennálló község lakosságát még Hont vezér telepítette erre a helyre. 1186-ban már említették nevét a korabeli oklevelekben Sokol néven. A települést a királyi udvarban szolgáló solymászok lakhelyének tartották.
A tatárjárás idején a település lakói rejtekhelyül itt pincéket vájtak, ezekből több még ma is megtalálható, közülük némelyik igen terjedelmes.
Egy 1263-ból fennmaradt oklevél szerint IV. Béla király bizonyos Szokol nevű templárius kolostorban békült ki a fiával, Istvánnal, László honti főesperes közbenjárására; azt azonban semmiféle följegyzés nem bizonyítja, hogy ez a Szokol a hontmegyei Szokolya községgel azonos. A falu határában ugyan állt egykor egy kolostor, ez azonban kétségkívül a pálosoké volt, mert ez a szerzetesrend egy időben birtokos volt itt, amit a község régi pálos eredetű temploma is igazol, amely ma a reformátusoké.
A Börzsöny tövében fekvő kis település viharosnak mondható történelme során a fennmaradt adatok alapján többször is gazdát cserélt.
A 14. és 15. században Zsigmond király, majd Albert király is az itteni bányák művelése céljából telepítettek le itt szászokat. Ezt bizonyítja a faluban őrzött 1598-ból fennmaradt pecsét is, amelyen a sárkányölő Szent György lovag alakja látható ezzel a körfelirattal: Sigilum S. Georgii de P(ago) Martnau. Csehországban, Sziléziában, Ostrava és a német határ közelében ma is megtalálható egy Martnau nevű település, melynek jelképe máig Szent György, akit lovon ülve, karddal a kezében ábrázolnak. Talán az ő őseik hozták magukkal régi falujuk jelképeként e pecsétet.
A településen ekkor már több évszázada folyt vasércbányászat és annak feldolgozása (vasolvasztás), amely virágkorát a 18. században, 1778 és 1792 között érte el. A régi, kimerített vasbányák nyomai a falu határában máig láthatók.
A község földesurai a 19. század elején az Esterházy család tagjai voltak, majd az 1900-as évek elején gróf Sierstorpff Henrik és Sándor lett itt a nagyobb birtokos.
A 20. század elején Hont vármegye Szobi járásához tartozott.
1910-ben 1842 lakosából 1793 magyar, 32 német volt. Ebből 566 római katolikus, 1173 református, 48 izraelita volt.

## Közélete

### Polgármesterei
- 1990–1994: Seres István (független)[5]
- 1994–1998: Seres István (független)[6]
- 1998–2002: Seres István (független)[7]
- 2002–2006: Bágyoni-Szabó György (független)[8]
- 2006–2010: Gyurcsik Mihály (független)[9]
- 2010–2014: Gyurcsik Mihály (független)[10]
- 2014–2019: Némethné Pintér Csilla (független)[11]
- 2019–2024: Némethné Pintér Csilla (független)[12]
- 2024– : Némethné Pintér Csilla (független)[1]

## Népesség
A település népességének változása:
| Lakosok száma | 1810 | 1799 | 1889 | 2012 | 2003 | 1965 | 1940 |
|               | 2013 | 2014 | 2018 | 2021 | 2022 | 2023 | 2024 |

A 2011-es népszámlálás során a lakosok 85,8%-a magyarnak, 0,4% németnek, 0,5% románnak, 0,3% szlováknak, 0,2% ukránnak mondta magát (13,8% nem nyilatkozott; a kettős identitások miatt a végösszeg nagyobb lehet 100%-nál). A vallási megoszlás a következő volt: római katolikus 34,7%, református 26,9%, evangélikus 1,2%, görögkatolikus 0,4%, felekezeten kívüli 8,3% (23,7% nem nyilatkozott).
2022-ben a lakosság 92,3%-a vallotta magát magyarnak, 0,8% németnek, 0,4% cigánynak, 0,3% szlováknak, 0,2% ukránnak, 0,1-0,1% görögnek, szerbnek és románnak, 3% egyéb, nem hazai nemzetiségűnek (7,3% nem nyilatkozott; a kettős identitások miatt a végösszeg nagyobb lehet 100%-nál). Vallásuk szerint 25,6% volt római katolikus, 17,3% református, 1,1% evangélikus, 0,4% görög katolikus, 0,3% ortodox, 0,1% izraelita, 4,9% egyéb keresztény, 0,5% egyéb katolikus, 12,9% felekezeten kívüli (36,2% nem válaszolt).

## Vallási élet
A községben három felekezet van jelen. A faluban élnek reformátusok és katolikusok is, és 1892-től működik egy baptista gyülekezet is.

## Intézmények
A községben található a Börzsöny Gyöngye Napköziotthonos Óvoda, valamint a Cseh Péter Általános Iskola.
Orvosi rendelő, gyermekorvosi rendelő és gyógyszertár is üzemel.
A településen üzemel a Sárkányölő Szent György idősek otthona.

## Közlekedés

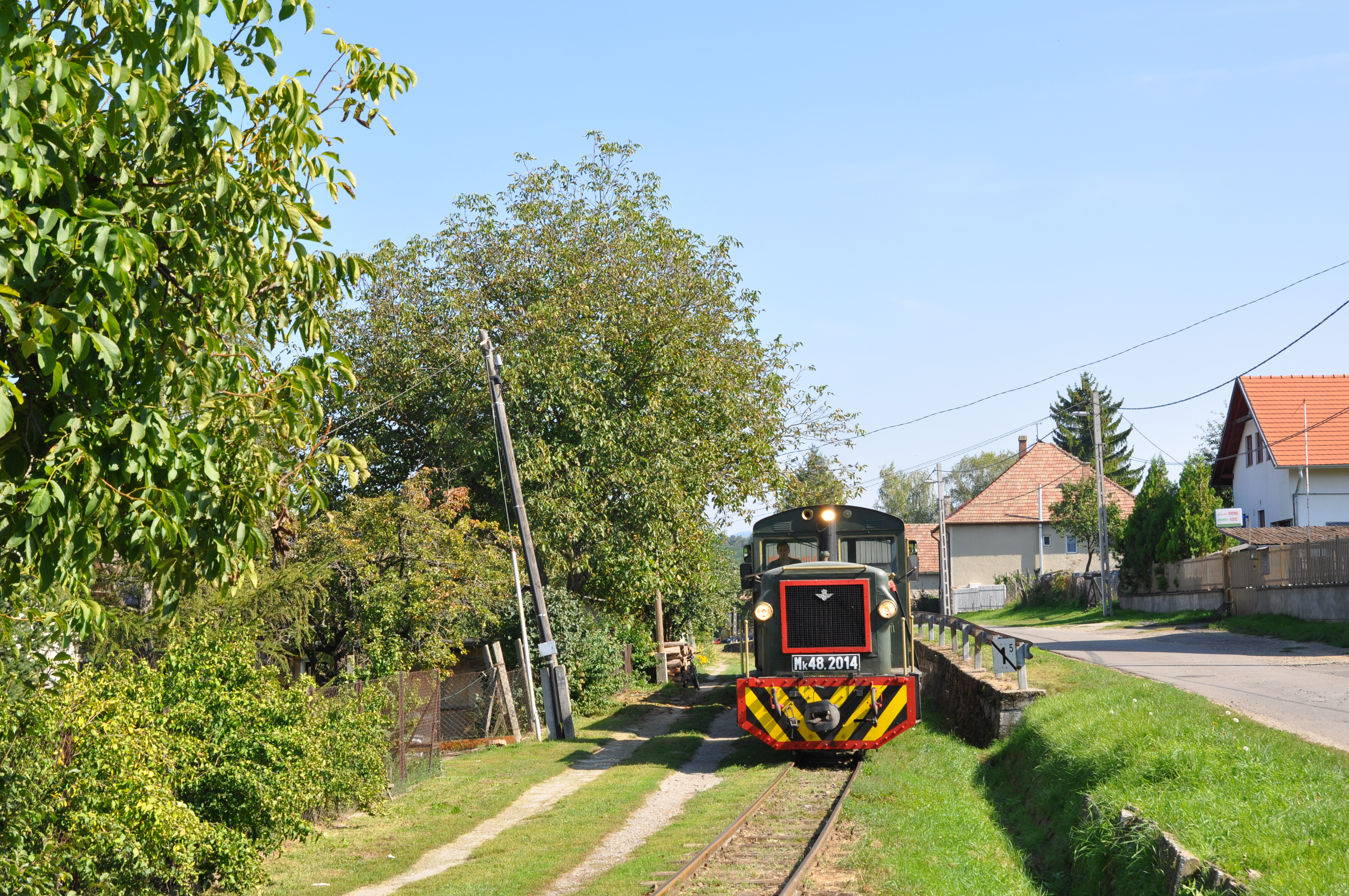
Szokolya a 317-es számú (Kismaros – Szokolya – Királyrét) erdei vasútvonalon is megközelíthető

- Autóval a 12-es főútról Kismarosnál kell letérni Szokolya, Királyrét irányába, a 12 103-as úton, amelyen mintegy 5 kilométert haladva érünk a faluba. Lehetőség van Kóspallagon keresztül egy aszfaltozott erdészeti úton történő megközelítésre is, ennek végpontja Szokolyától északra található, innen a fenti közúton haladva jutunk a faluba.
- Vonattal a MÁV 75-ös számú Vác–Balassagyarmat-vasútvonalán közelíthető meg, ám az állomás a település központjától majdnem két kilométerre található (közúti elérését a 12 306-os út biztosítja). A napi közlekedésben leggyakrabban a kombinált megoldások találhatók meg, azaz a vonatról Kismaroson buszra, vagy erdei vasútra célszerű átszállni.
- Autóbusz - A Volánbusz által üzemeltetett járatok egy része Kismarosról indul (352-es busz), míg napi néhány járattal Vácról is eljuthatunk a településre (351-es busz). A legtöbb esetben Szokolyán az autóbusz visszafordul, de néhány esetben Királyrétre is eljuthatunk.
- Királyréti Erdei Vasút - A 317-es számú (Kismaros–Szokolya–Királyrét erdei vasútvonalon (Királyréti Erdei Vasút) is megközelíthető, ennek két megállója (Szokolya-Mányoki és Szokolya-Riezner [egy időben Szokolya-felső]) található a falu belterületén. Több alkalommal (főleg ünnepnapokon és bizonyos hétvégéken) gőzmozdony-vontatású szerelvények is közlekednek a vonalon.

## Kikapcsolódási lehetőségek

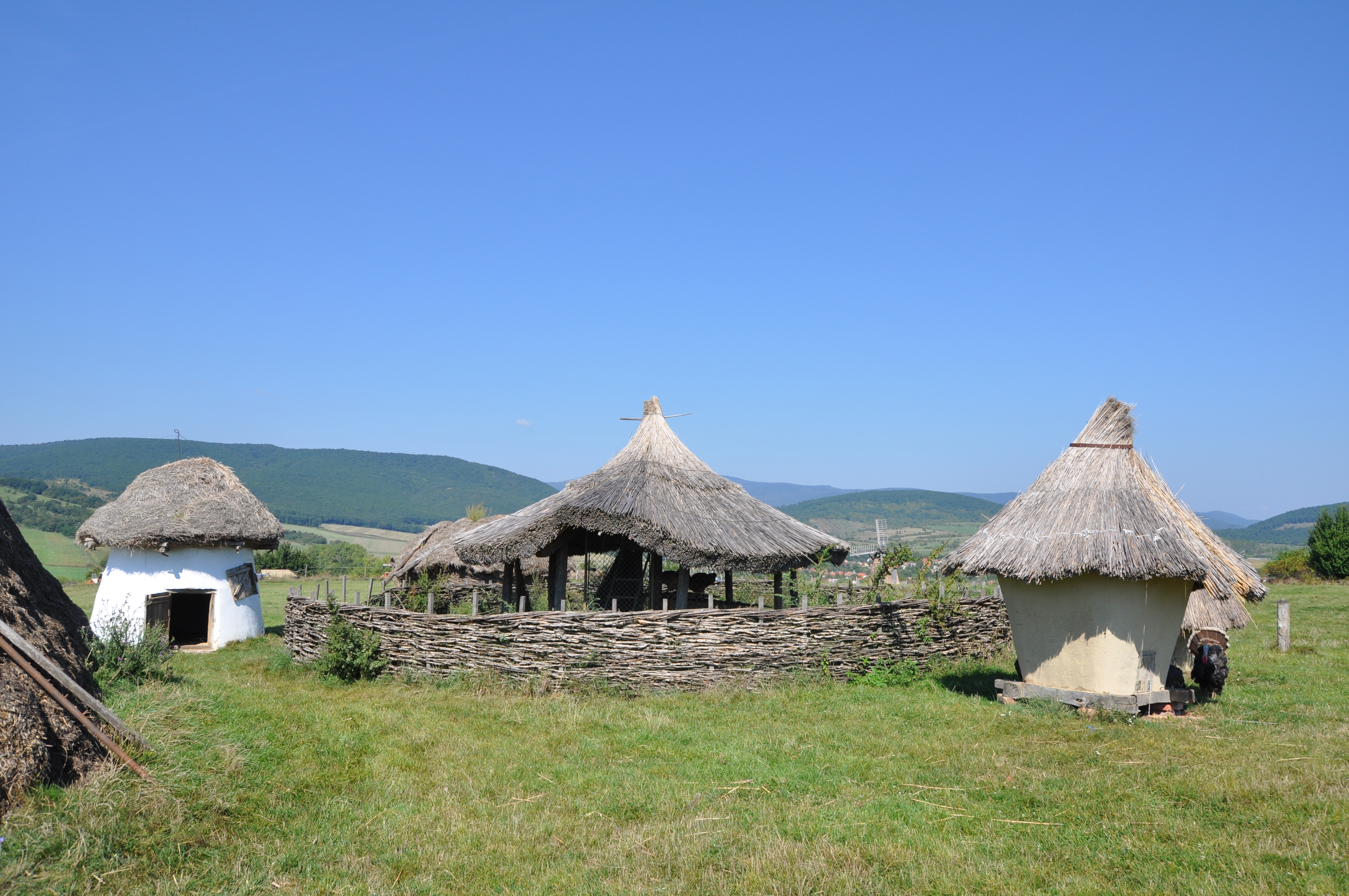
Szokolya Kacár tanya

- Szokolya ideális kiinduló vagy érkező pontja kerékpáros vagy gyalogtúráknak. A településen keresztül halad a K+ turistajelzés, valamint egyik végpontja a Z+ turistajelzésnek. Könnyen elérhető Királyrét, ahonnan a Börzsöny magasabb csúcsai is egyszerűen megközelíthetők. A települést érinti több, hagyományosan minden évben megrendezésre kerülő teljesítménytúra is.
- Szokolyán is elhelyezték a Geocaching nevű GPS-alapú játék egyik geoládáját.
- A Kacár tanya lehetőséget biztosít a magyar népi hagyományok ápolására, régi mesterségek megismerésére, a népi építészet bemutatkozására. A tanya a falu szélén, egy magaslaton terül el.
- A Kacár tanyáról már látszik a Szent György Lovasudvar, ahol lovagolni lehet és megismerkedni a gazdálkodáshoz szükséges eszközökkel. Ha a Királyréti Erdei Vasút tal érkeznek, a Szokolya-Mányoki megállónál kell leszállni. Onnan tíz perc kellemes sétával elérhető.

## Nevezetességei
- Református templom
- Katolikus templom
- Baptista imaház
- Mányoki-Viski Kiállítóterem és Emlékszoba
- a Fő utcai palóc házak
- Világháborús emlékmű
- Szent György szobor
- Mányoki Ádám mellszobor
- Királyréti Erdei Vasút
- Kacár tanya[15]

## Híres szülöttei
- Mányoki Ádám (1673 – 1756) festő
- Viski János (1891 – 1987) festő[15]

## Díszpolgárok
A település díszpolgárai az alábbi személyek:
- Csáki Tibor, pap (2001)
- Galambos Lajos (Lagzi Lajcsi), zenész (2004)
- Id. Hargas Gyula, nyugdíjazott baptista lelkész (2005)
- Dr. Barvircz János gyermekorvos (2006)
- Nyilas Zoltán  lelkész (2006)
- Saxon-Szász János (2016)

## Képgaléria

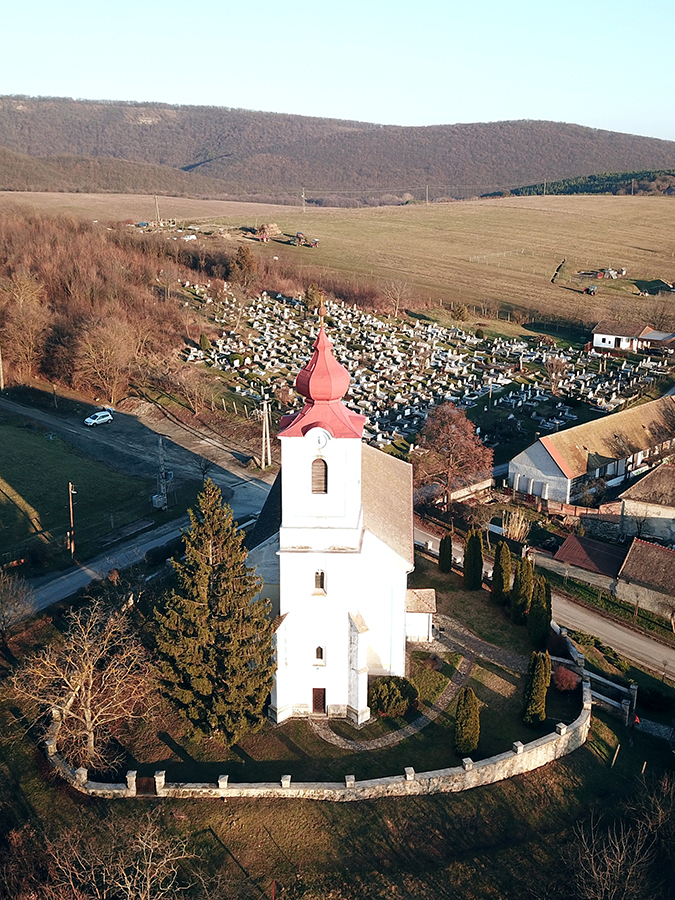
Szokolya, templom légi felvételen
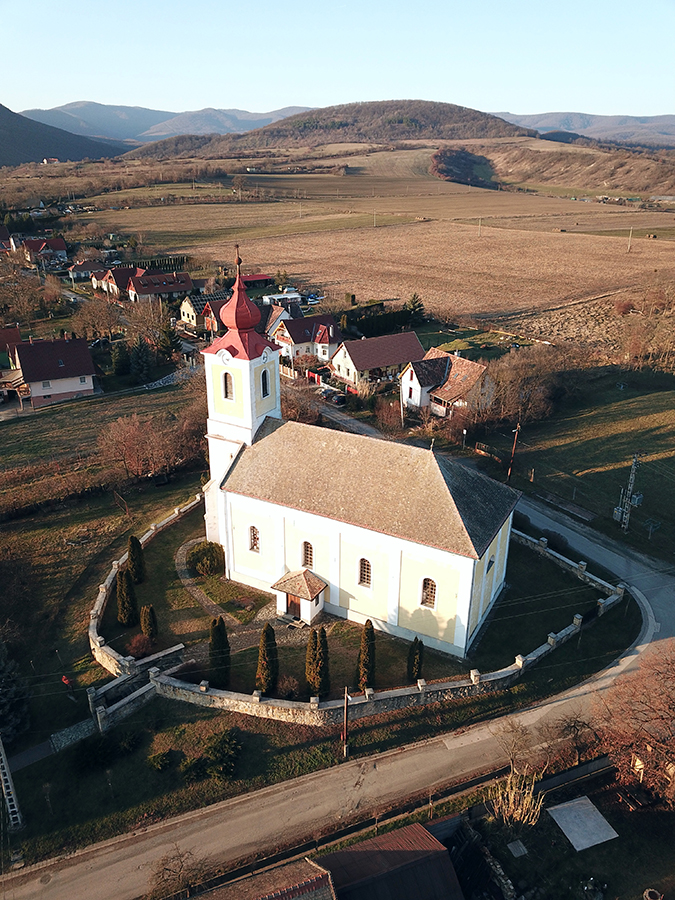
Szokolya, templom légi fotó
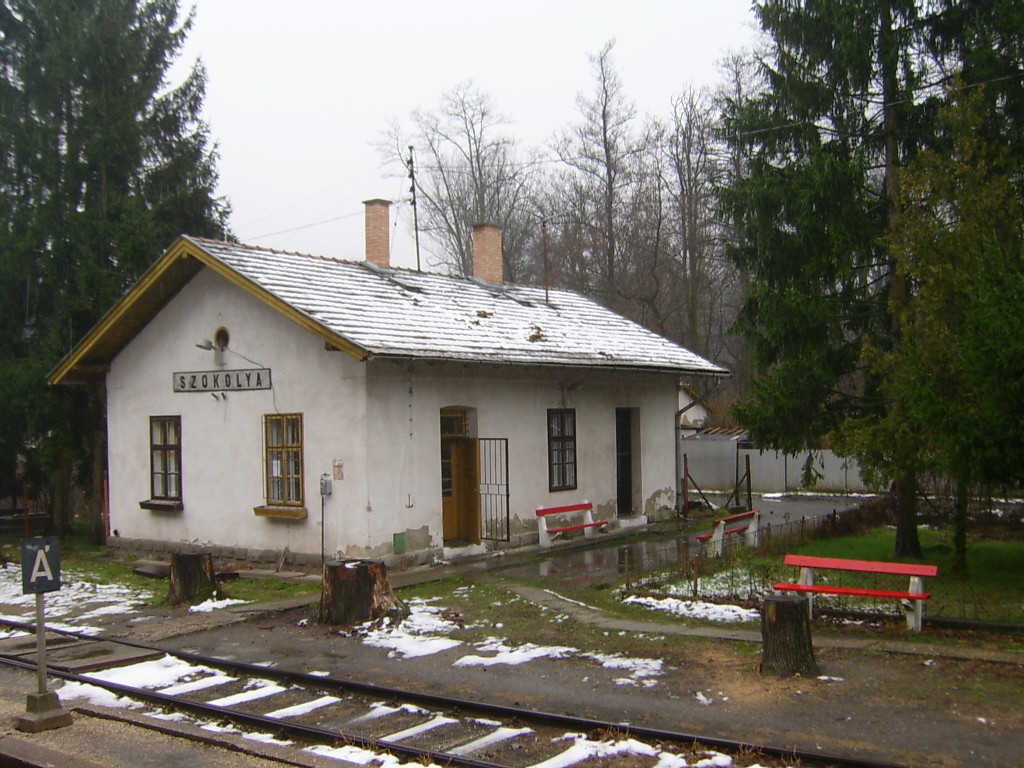
MÁV állomás
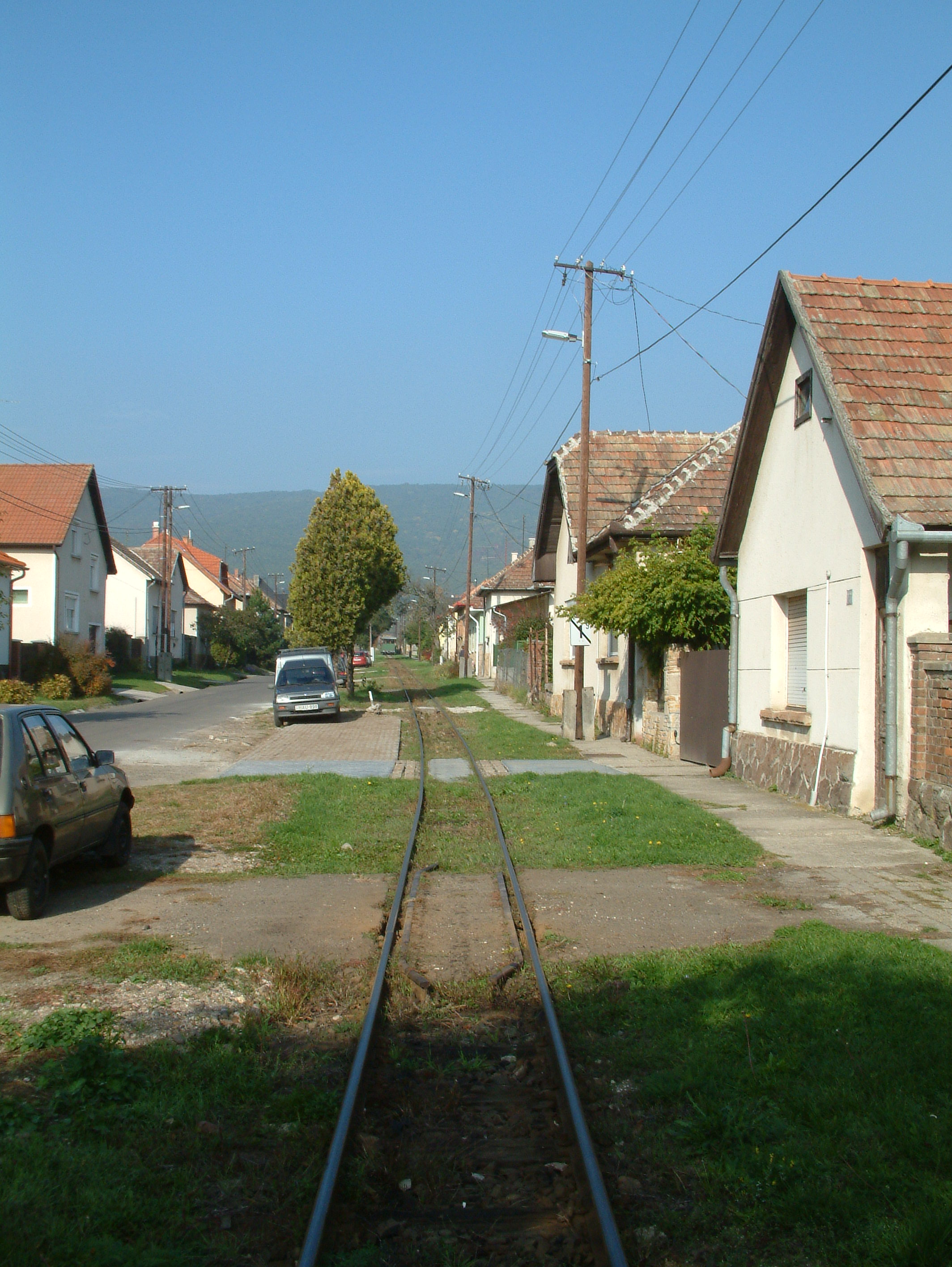
A Királyréti Erdei Vasút pályája Szokolyán
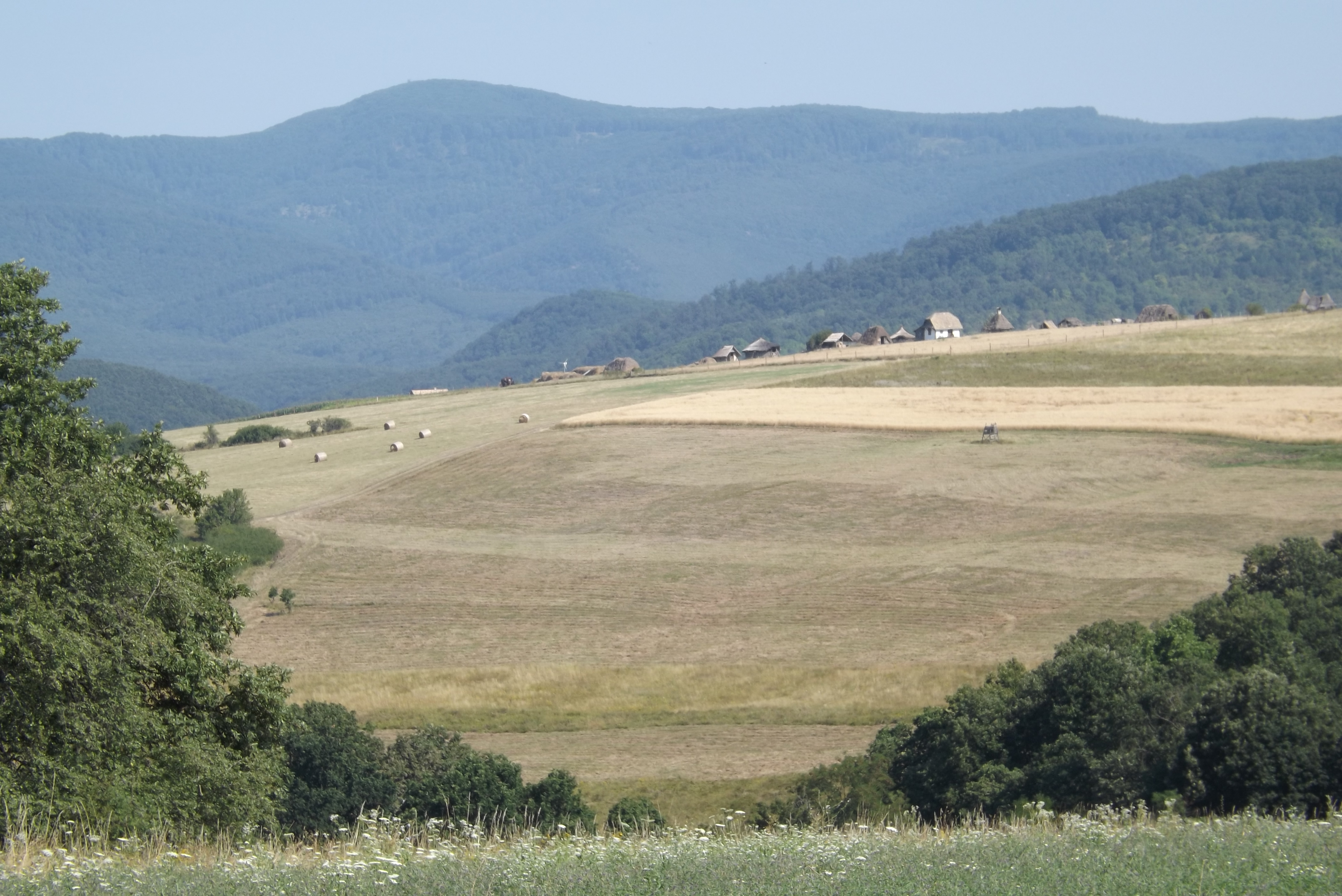
Kilátás a Börzsöny felé Börzsönyligetről, előtérben a Kacár tanya épületei Szokolya fölött
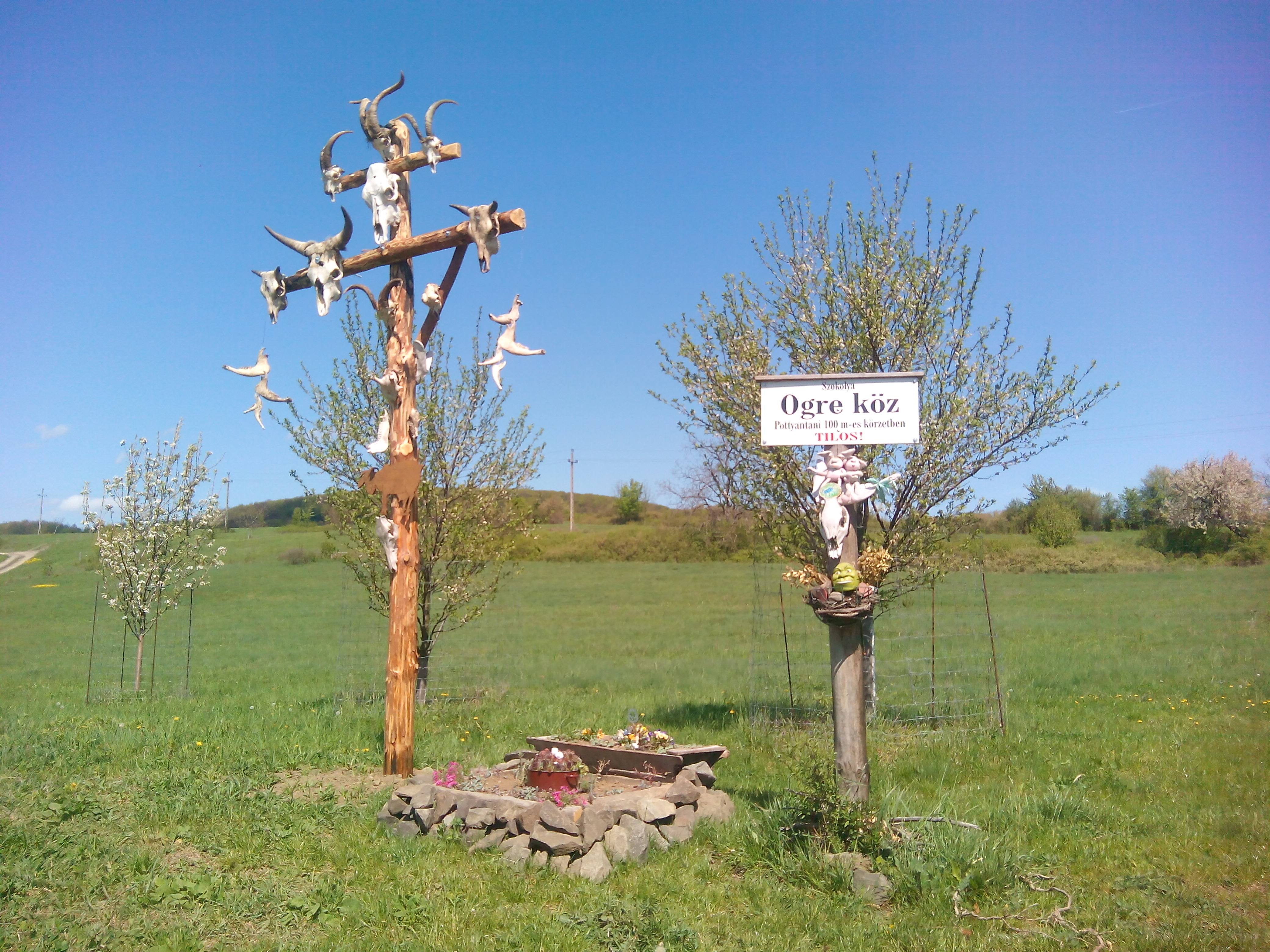
"Ogre köz"
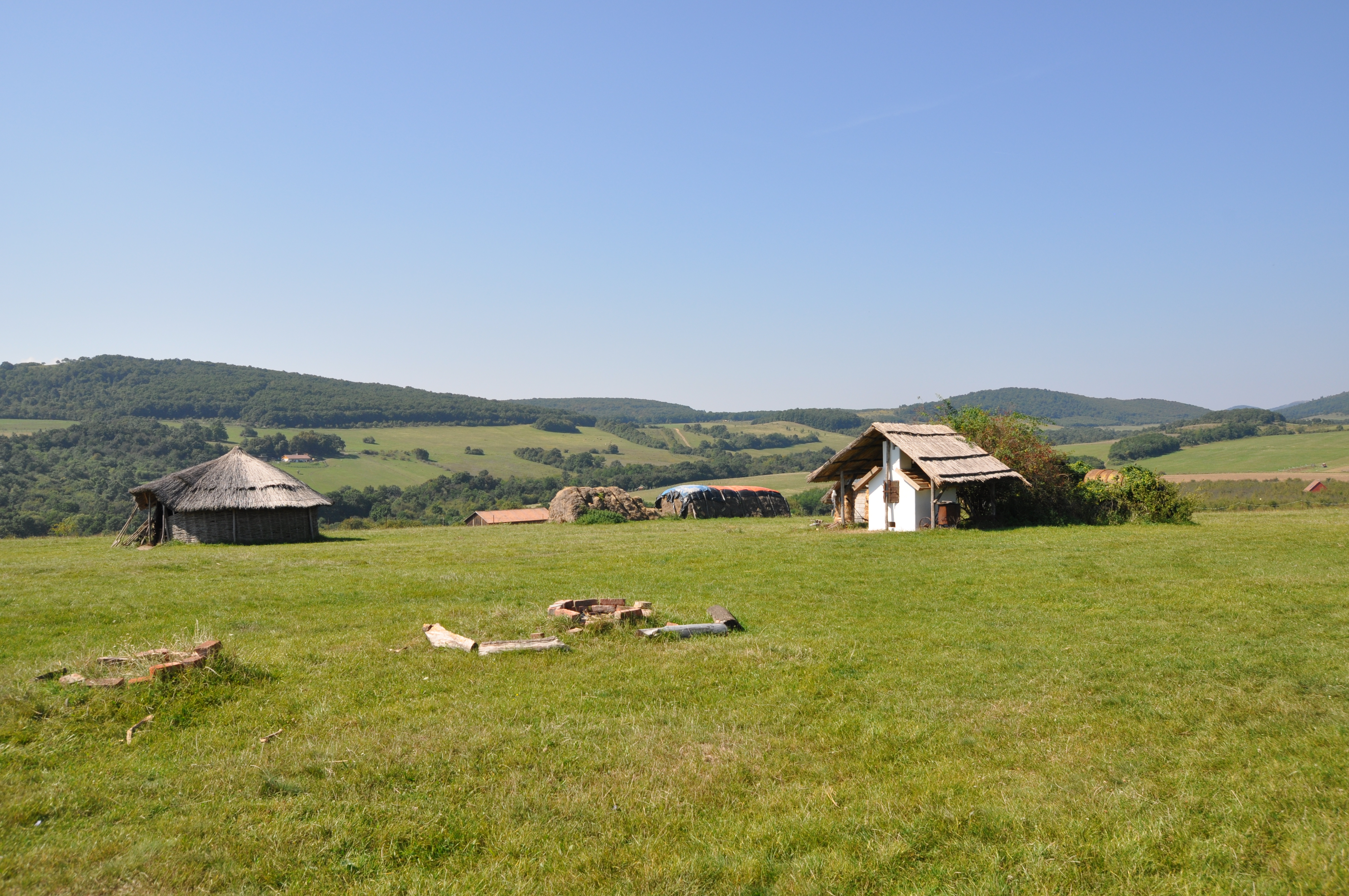
Kacár tanya
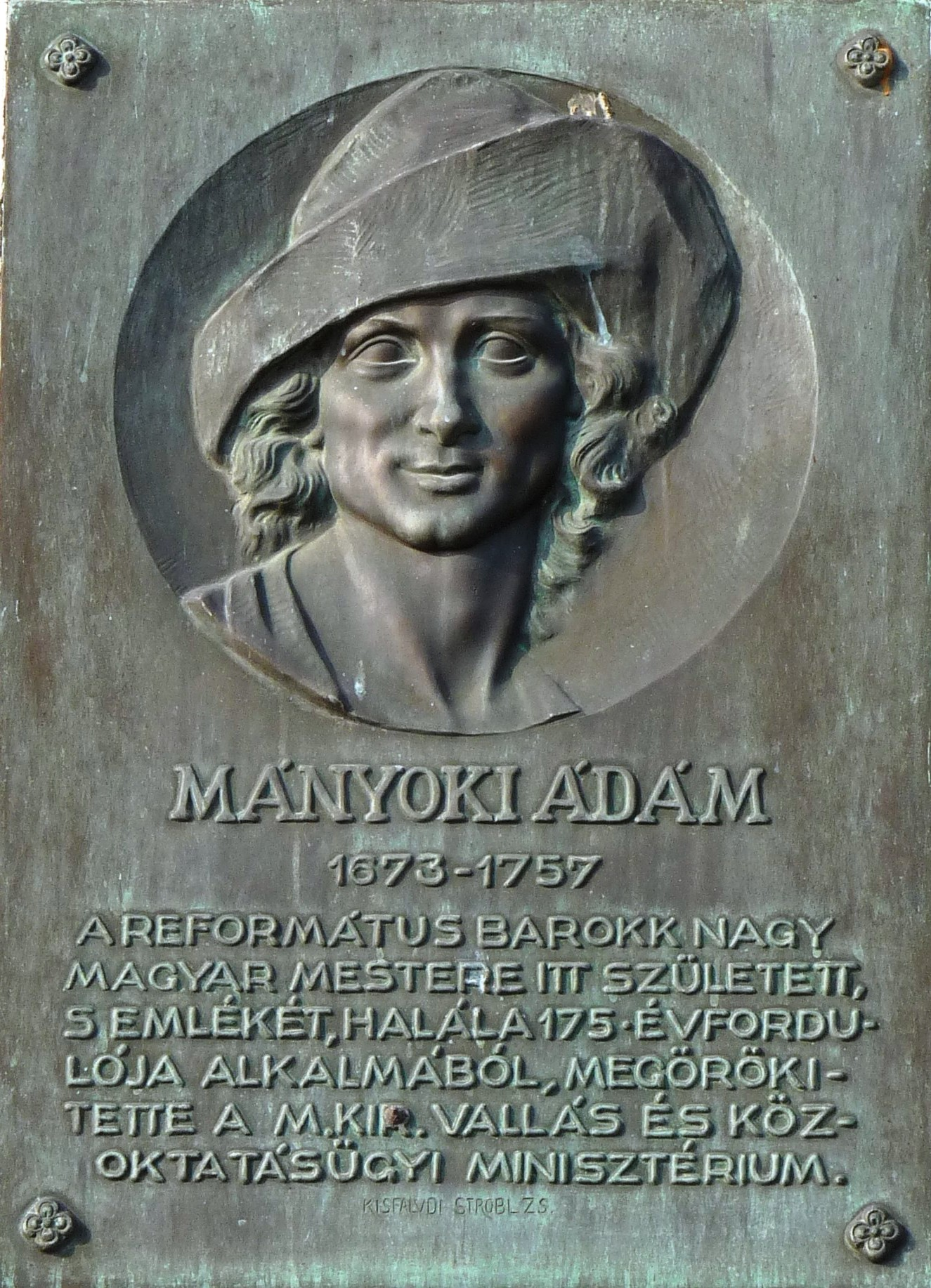
Mányoki Ádám domborműve